# Nadja (Breton)
Nadja è un romanzo autobiografico dello scrittore e teorico del movimento surrealista André Breton uscito presso Gallimard nel 1928, e in edizione rivista dall'autore nel 1963. In italiano nella traduzione di Giordano Falzoni e con una nota di Lino Gabellone, è uscito nella collana "Einaudi Letteratura" nel 1972, quindi nella "Nuovi coralli" nel 1977, e nella "Letture", con prefazione di Domenico Scarpa nel 2007, presso Einaudi.
Il libro, definito da Maurice Blanchot "libro sempre futuro", racconta dell'incontro tra lo scrittore e Léona Delcourt (1902-1941), che si fa chiamare Nadja, avvenuto la prima volta il 4 ottobre 1926 a Parigi e comprende fotografie e disegni, tra le quali, le enigmatiche immagini della città di Parigi realizzate da Jacques-André Boiffard, programmi di teatro, opere e disegni, e i ritratti di Paul Éluard, Benjamin Péret, Robert Desnos Nancy Cunard, l'attrice Blanche Derval (1885-1973), l'indovina Madame Sacco, lo psichiatra Henri Claude (1869-1945) e l'autore stesso.
Con tono da inchiesta realistica, ripresa direttamente dalla vita il racconto si divide in tre tempi:
- chi sono io? sorta di introspezione auto-analitica e poetica
- il calendario degli incontri tra 4 e il 13 ottobre 1926 e le impressioni che la ragazza suscita (anche in incontri successivi, fino al suo internamento in manicomio), in una sorta di seconda domanda: chi vive?
- una riflessione successiva e delirante sul senso di scrivere su questo incontro e su altro, con la conclusione che "la bellezza sarà CONVULSA o non sarà"[4].

In una lettera a Jean Paulhan del 2 dicembre 1939, Breton esprime il desiderio di rilegare sotto la stessa copertina Nadja con Les Vases communicants (1932), e L'Amour fou (1937), per rendere manifesto il legame che li unisce.